# Akihiko Hirata

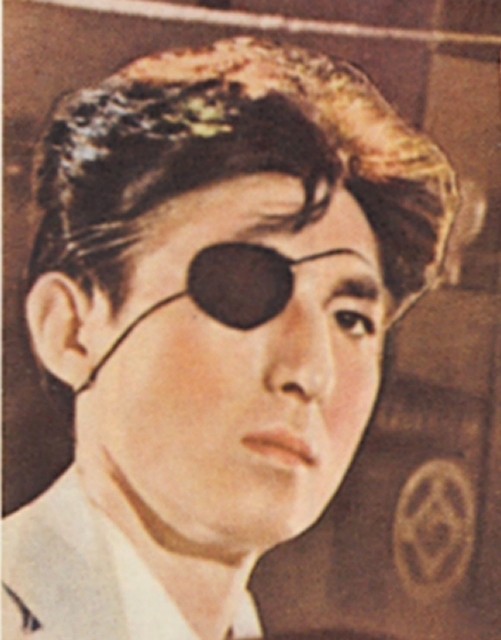
Akihiko Hirata in Godzilla, 1954

Akihiko Hirata (jap. 平田 昭彦, Hirata Akihiko; * 26. Dezember 1927 in Keijō, Provinz Chōsen, Japanisches Kaiserreich (heute Seoul, Südkorea) als Akihiko Onoda (小野田 昭彦, Onoda Akihiko); † 25. Juli 1984 in Tokio, Japan) war ein japanischer Schauspieler, der für seine zahlreichen Auftritte in Filmen der Tōhō-Studios bekannt war.

## Leben
Hirata hatte eine ungewöhnliche Herkunft für einen Schauspieler: Seine Ausbildung begann schon im Kindergarten, wo er vom japanischen Militär entdeckt wurde. Er erfuhr seine Ausbildung in einer Militärakademie. Nachdem er an der Universität Tokio seinen Abschluss gemacht hatte, überraschte er seine Familie, weil er eine Schauspielkarriere nachgehen wollte.
Seine ersten Rollen, etwa in dem Film Tetsuwan namida ari, brachten ihm die Aufmerksamkeit des Regisseurs Ishirō Honda. Dieser besetzte ihn in seinem Film Saraba Rabauru im Jahre 1954.  Etwas später im Jahre 1954 bekam er eine Rolle, die ihn bekannter machen sollte: die des Daisuke Serizawa im Film Godzilla. Zwar machte dieser Film auch die anderen Darsteller zu Stars, doch Hirata wurde der bekannteste Darsteller, der in einem Godzillafilm mitspielte. Dies sollte jedoch nicht sein einziger Genrefilm sein. Er spielte außerdem mit in Die Rückkehr des King Kong, Frankenstein und die Ungeheuer aus dem Meer, Frankensteins Monster jagen Godzillas Sohn, King Kong gegen Godzilla und Die Brut des Teufels, Konga, Godzilla, King Kong.
Hirata war der Favorit von vielen japanischen Regisseuren. Neben Ishirō Honda waren es Jun Fukuda, Hiroshi Inagaki und viele weitere. Hirata trat in fast jeder Produktion der Tōhō-Studios auf: In Monsterfilmen (neben Godzilla waren es Rodan, Varan – Das Monster aus der Urzeit und Mothra bedroht die Welt), in Kriegsfilmen (Die Hölle vor Augen, Port Arthur – Die Schlacht im Chinesischen Meer, Sturzflug in die Hölle und Taiheiyō kiseki no sakusen: Kisuka) in Samuraifilmen (Samurai, Zoku Miyamoto Musashi: Ichijōji no kettō und Miyamoto Musashi: Kettō Ganryūjima), in Weltraumfilmen (Ufos zerstören die Erde und Der große Krieg der Planeten) und vielen weiteren Filmen. Hirata wurde mit all diesen Filmen Japans bekanntester Schauspieler.
Ursprünglich sollte Hirata noch einen Auftritt als Major im 1984 erscheinenden Godzillafilm Godzilla – Die Rückkehr des Monsters haben. Er litt jedoch zu dieser Zeit schon an Lungenkrebs und starb im Alter von 56 Jahren nach einem langen Krebsleiden, noch bevor seine Szene gedreht werden konnte.
Hirata war bis zu seinem Tod mit der Schauspielerin Yoshiko Kuga verheiratet.

## Filmographie (Auswahl)
- 1954: Samurai (Miyamoto Musashi)
- 1954: Godzilla (Gojira)
- 1957: Weltraumbestien (Chikyū Bōeigun)
- 1961: Mothra bedroht die Welt (Mosura)
- 1962: Ufos zerstören die Erde (Yosei Gorasu)
- 1962: Die Rückkehr des King Kong (Kingu Kongu tai Gojira)
- 1962: Varan – Das Monster aus der Urzeit (Daikaijū Baran)
- 1963: U 2000 – Tauchfahrt des Grauens (Kaitei Gunkan)
- 1964: Frankensteins Monster im Kampf gegen Ghidorah (San Daikaijū: Chikyū Saidai no Kessen)
- 1966: Frankenstein und die Ungeheuer aus dem Meer (Gojira, Ebira, Mosura: Nankai no Daikettō)
- 1967: Frankensteins Monster jagen Godzillas Sohn (Kaijūtō no kessen: Gojira no musuko)
- 1969: U 4000 – Panik unter dem Ozean (Ido Zero Daisakusen)
- 1974: King Kong gegen Godzilla (Gojira tai Mekagojira)
- 1975: Die Brut des Teufels, Konga, Godzilla, King Kong (Mekagojira no gyakushū)
- 1977: Der große Krieg der Planeten (Wakusei daisenso)